# Musica preistorica
La musica preistorica è la fase primordiale della storia della musica, che precede l'introduzione della scrittura e quindi la musica dell'antichità. Quasi tutte le culture preletterarie svilupparono sistemi musicali, e alcune tradizioni permangono ancora oggi in aree isolate, soprattutto nel patrimonio della musica etnica.
L'archeologia musicale supplisce all'assenza di prove dirette del fatto che le popolazioni preistoriche producessero musica. Essa combina infatti studi di archeologia e di musicologia sui reperti di natura musicale.

## Le origini della musica
La musica, come gran parte dei fenomeni umani, nacque probabilmente per scopi sociali ben precisi. Ipoteticamente parlando, la musica in sé è nata più o meno durante i primi istanti della vita dell'essere umano, appena esso scoprì la possibilità di produrre suoni nel semplice sbattere ossa contro pietre, ideando meccanismi un po' più complessi, magari accostando pietre di dimensioni e massa diverse una accanto all'altra e battendole in successione con un bastone o un osso e producendo così veri suoni di tonalità differenti e pertanto "melodie primordiali" che si sarebbero man mano evolute assieme all'uomo, creando ciò che ora chiamiamo musica!

## I primi strumenti
Il primo strumento musicale è stato la voce. Gli scavi archeologici sul periodo paleolitico hanno portato alla luce strumenti a percussione usati maggiormente dai cacciatori; tra questi vi sono i sonagli legati, cioè piccoli oggetti quali noci, semi, noccioli, denti di animali e altro legati tra loro da una cordicella o a grappolo; sonagli di zucca, zucche vuote riempite di sassolini; tamburi a fessura, tronchi d'albero con una cavità interna longitudinale.
Altri strumenti rinvenuti sono i raschiatori, ovvero strumenti dentellati a raschiamento: gusci, bastoni, conchiglie, ossa che si raschiavano con un oggetto rigido; infine i primi strumenti a fiato: flauti a tacca, flauti in osso a fessura, trombe ottenute da rami scavati e trombe ricavate da ossa di animali.
Strumenti particolari sono l'arpa di terra, o cetra di terra, e l'arco musicale.
L'arpa di terra consisteva in una buca scavata nel terreno e ricoperta con corteccia d'albero. Su di essa si tendeva una corda legandola a un bastone infisso a terra e percuotendola o pizzicandola si otteneva una strana risonanza.
L'arco musicale, invece, era formato da un ramo flessibile curvato mediante una corda tesa tra le due estremità e recante un risuonatore a zucca destinato ad amplificare il suono della corda pizzicata.

## BIbliografia
- Steven Mithen, The Singing Neanderthalsː The Origin of Music, Language, Mind and Body, Londra, Phoenix, 2005.
- Iain Morley, The Prehistory of Musicː Human Evolution, Archaeology, and the Origins of Musicality, New York, Oxford University Press, 2013.

| Controllo di autorità | Thesaurus BNCF 55540 |